# Grand Prix Švédska 1973
Grand Prix Švédska 1973 (oficiálně IV Hitachi Grand Prix of Sweden) se jela na okruhu Scandinavian Raceway v Anderstorpu ve Švédsku dne 17. června 1973. Závod byl sedmým v pořadí v sezóně 1973 šampionátu Formule 1.

## Kvalifikace
| Poř.   | No. | Jezdec               | Konstruktér       | Čas      |
| ------ | --- | -------------------- | ----------------- | -------- |
| 1      | 2   | Ronnie Peterson      | Lotus-Ford        | 1:23.810 |
| 2      | 6   | François Cevert      | Tyrrell-Ford      | 1:23.899 |
| 3      | 5   | Jackie Stewart       | Tyrrell-Ford      | 1:23.912 |
| 4      | 1   | Emerson Fittipaldi   | Lotus-Ford        | 1:24.084 |
| 5      | 10  | Carlos Reutemann     | Brabham-Ford      | 1:24.489 |
| 6      | 7   | Denny Hulme          | McLaren-Ford      | 1:24.625 |
| 7      | 8   | Peter Revson         | McLaren-Ford      | 1:24.937 |
| 8      | 3   | Jacky Ickx           | Ferrari           | 1:25.604 |
| 9      | 20  | Jean-Pierre Beltoise | BRM               | 1:25.738 |
| 10     | 23  | Mike Hailwood        | Surtees-Ford      | 1:25.776 |
| 11     | 25  | Howden Ganley        | Iso-Marlboro-Ford | 1:25.800 |
| 12     | 19  | Clay Regazzoni       | BRM               | 1:25.995 |
| 13     | 11  | Wilson Fittipaldi    | Brabham-Ford      | 1:26.127 |
| 14     | 27  | Reine Wisell         | March-Ford        | 1:26.187 |
| 15     | 21  | Niki Lauda           | BRM               | 1:26.211 |
| 16     | 24  | Carlos Pace          | Surtees-Ford      | 1:26.255 |
| 17     | 17  | Jackie Oliver        | Shadow-Ford       | 1:26.305 |
| 18     | 12  | Graham Hill          | Shadow-Ford       | 1:26.382 |
| 19     | 16  | George Follmer       | Shadow-Ford       | 1:26.632 |
| 20     | 14  | Jean-Pierre Jarier   | March-Ford        | 1:26.874 |
| 21     | 15  | Mike Beuttler        | March-Ford        | 1:28.580 |
| 22     | 26  | Tom Belsø            | Iso-Marlboro-Ford | 1:28.972 |
| Zdroj: |     |                      |                   |          |

## Závod
| Poř.   | No. | Jezdec               | Konstruktér       | Počet kol | Čas/Odstoupení   | Pořadí na startu | Body |
| ------ | --- | -------------------- | ----------------- | --------- | ---------------- | ---------------- | ---- |
| 1      | 7   | Denny Hulme          | McLaren-Ford      | 80        | 1:56:46.049      | 6                | 9    |
| 2      | 2   | Ronnie Peterson      | Lotus-Ford        | 80        | + 4.039          | 1                | 6    |
| 3      | 6   | François Cevert      | Tyrrell-Ford      | 80        | + 14.667         | 2                | 4    |
| 4      | 10  | Carlos Reutemann     | Brabham-Ford      | 80        | + 18.068         | 5                | 3    |
| 5      | 5   | Jackie Stewart       | Tyrrell-Ford      | 80        | + 25.998         | 3                | 2    |
| 6      | 3   | Jacky Ickx           | Ferrari           | 79        | + 1 kolo         | 8                | 1    |
| 7      | 8   | Peter Revson         | McLaren-Ford      | 79        | + 1 kolo         | 7                |      |
| 8      | 15  | Mike Beuttler        | March-Ford        | 78        | + 2 kola         | 21               |      |
| 9      | 19  | Clay Regazzoni       | BRM               | 77        | + 3 kola         | 12               |      |
| 10     | 24  | Carlos Pace          | Surtees-Ford      | 77        | + 3 kola         | 16               |      |
| 11     | 25  | Howden Ganley        | Iso-Marlboro-Ford | 77        | + 3 kola         | 11               |      |
| 12     | 1   | Emerson Fittipaldi   | Lotus-Ford        | 76        | Převodovka       | 4                |      |
| 13     | 21  | Niki Lauda           | BRM               | 75        | + 5 kol          | 15               |      |
| 14     | 16  | George Follmer       | Shadow-Ford       | 74        | + 6 kol          | 19               |      |
| Ret    | 20  | Jean-Pierre Beltoise | BRM               | 57        | Motor            | 9                |      |
| Ret    | 17  | Jackie Oliver        | Shadow-Ford       | 50        | Zavěšení         | 17               |      |
| Ret    | 23  | Mike Hailwood        | Surtees-Ford      | 41        | Pneumatika       | 10               |      |
| Ret    | 14  | Jean-Pierre Jarier   | March-Ford        | 38        | Klapka           | 20               |      |
| Ret    | 12  | Graham Hill          | Shadow-Ford       | 16        | Zapalování       | 18               |      |
| Ret    | 11  | Wilson Fittipaldi    | Brabham-Ford      | 0         | Nehoda           | 12               |      |
| DNS    | 27  | Reine Wisell         | March-Ford        |           | Zavěšení         | 14               |      |
| DNS    | 26  | Tom Belsø            | Iso-Marlboro-Ford |           | Vůz řídil Ganley | 22               |      |
| Zdroj: |     |                      |                   |           |                  |                  |      |

## Průběžné pořadí po závodě
Pohár jezdců
|        | Pořadí | Jezdec             | Body |
| ------ | ------ | ------------------ | ---- |
|        | 1      | Emerson Fittipaldi | 41   |
|        | 2      | Jackie Stewart     | 39   |
|        | 3      | François Cevert    | 25   |
| 1      | 4      | Denny Hulme        | 19   |
| 1      | 5      | Peter Revson       | 11   |
| Zdroj: |        |                    |      |

Pohár konstruktérů
|        | Pořadí | Konstruktér  | Body |
| ------ | ------ | ------------ | ---- |
|        | 1      | Tyrrell-Ford | 49   |
|        | 2      | Lotus-Ford   | 47   |
|        | 3      | McLaren-Ford | 26   |
|        | 4      | Ferrari      | 10   |
| 2      | 5      | Brabham-Ford | 7    |
| Zdroj: |        |              |      |